# Stella (Nebraska)
Stella es una villa ubicada en el condado de Richardson en el estado estadounidense de Nebraska. En el Censo de 2010 tenía una población de 152 habitantes y una densidad poblacional de 331,57 personas por km².

## Geografía
Stella se encuentra ubicada en las coordenadas 40°13′56″N 95°46′24″O / 40.23222, -95.77333. Según la Oficina del Censo de los Estados Unidos, Stella tiene una superficie total de 0.46 km², de la cual 0.46 km² corresponden a tierra firme y (0%) 0 km² es agua.

## Demografía
Según el censo de 2010, había 152 personas residiendo en Stella. La densidad de población era de 331,57 hab./km². De los 152 habitantes, Stella estaba compuesto por el 98.68% blancos, el 0% eran afroamericanos, el 0% eran amerindios, el 0.66% eran asiáticos, el 0% eran isleños del Pacífico, el 0% eran de otras razas y el 0.66% pertenecían a dos o más razas. Del total de la población el 0.66% eran hispanos o latinos de cualquier raza.